# 中和田村
中和田村（なかわだむら）は、1889年（明治22年）4月1日から1939年（昭和14年）4月1日まで存在した神奈川県鎌倉郡の村。

## 概要
神奈川県鎌倉郡北部の村。現在の神奈川県横浜市泉区のほぼ全域にあたる。
かつて中和田村役場があった場所（住所：神奈川県横浜市泉区和泉町3694）は、横浜市戸塚区役所中和田地区事務所・中和田老人憩いの家などに使用されたが、長後街道の道路拡張によって土地が大幅に削られたため、高さを長後街道と同じ位置で下げて、残った部分は中和田村役場跡公園（2010年9月3日供用開始）となった。
なお、旧中和田村役場から約140m離れた場所に、現在の横浜市泉区役所が設置されている。

## 歴史

### 村名の由来
各旧村名に使われていた文字（中田村・和泉村・上飯田村・下飯田村）を組み合わせた合成地名。

### 沿革
- 1889年（明治22年）4月1日 - 町村制の施行により、和泉村、中田村、上飯田村、下飯田村および高座郡上和田村、今田村の各一部が合併して成立。
- 1939年（昭和14年）4月1日 - 横浜市に編入。同日中和田村廃止。同日に設置された戸塚区の一部となる。
- 1986年（昭和61年）11月3日 - 横浜市戸塚区から中和田支所（吏員派出所）の管轄区域が分区し、泉区を設置。旧村域が泉区となる。

## 交通

### 鉄道路線
相鉄いずみ野線のいずみ野駅、いずみ中央駅、ゆめが丘駅、横浜市営地下鉄ブルーラインの踊場駅、中田駅、立場駅、下飯田駅。ただし当時はいずれの駅も未開業。

### 道路
- 長後街道
- たつ道・産業道路（環状4号線）

## 現在の町名
いずれも大体の範囲。
- 住居表示実施地区：中田東、中田西、中田南、中田北
- 住居表示未実施地区：和泉町、中田町、上飯田町、下飯田町